# Operaciones Albany y Boston
Albany y Boston son los nombres en clave de las operaciones llevadas a cabo, respectivamente, por los paracaidistas de la 101.ª y la 82.ª divisiones aerotransportadas estadounidenses desde la noche del 5 al 6 de junio de 1944 como parte del marco general de la Operación Overlord, de la cual la Operación Neptuno (Aliados) fue la fase de asalto. Fueron precedidos por el despliegue de los pathfinders y seguidos por el desembarco de los  planeadores de estas mismas divisiones.
Las operaciones de las unidades de planeadores recibieron otros nombres: Operación Chicago y Keokuk para la «101.ª», Detroit, Elmira, para la «82.ª». El 7 de junio se ejecutaron las operaciones de abastecimiento con paracaídas Memphis y Freeport y las operaciones de planeo Galveston y Hackensack. El entrelazamiento de estas operaciones en su ejecución fue tal que no es posible describirlas de forma aislada. Por eso están reunidos en este mismo artículo.

## Organización de las divisiones aerotransportadas

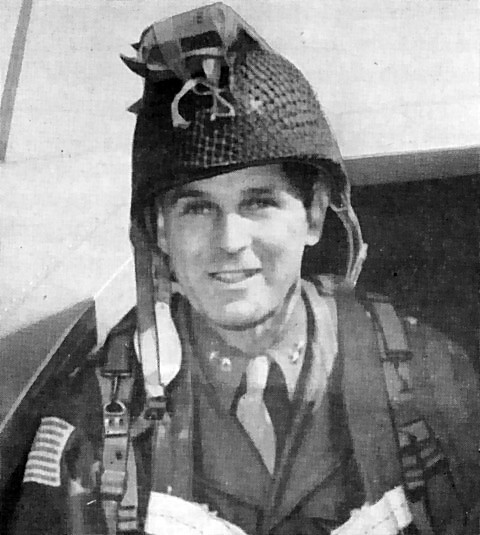
General Major M. Taylor, 101.ª Div

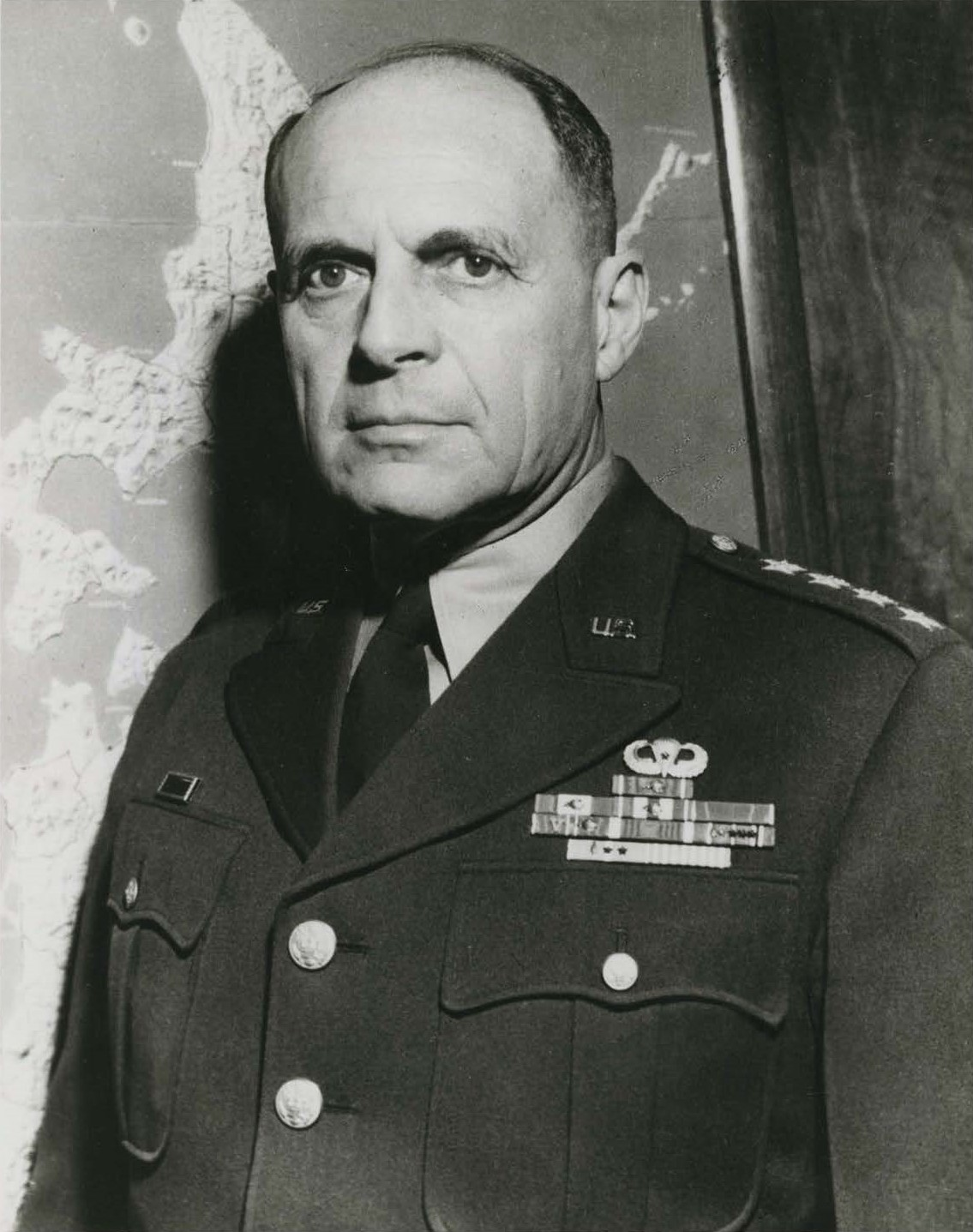
General Major M. Ridgway, 82.ª Div

Cada división aerotransportada se compone de :
- a HQ ;
- tres Regimientos de Infantería Paracaidista (PIR);
- un Regimiento de Infantería de Planeadores (GIR)
- un regimiento de artillería de campaña de 4 batallones;
- un Batallón de Artillería Antiaérea Aerotransportada (AAAB);
- una unidad de reconocimiento de planeadores
- un batallón de ingenieros;
- unidades logísticas y médicas;
- Los pathfinders de las distintas unidades, pero agrupados para la misión de exploración antes de la llegada del cuerpo principal de las tropas.

La fuerza total de una división es de aproximadamente 12 000 hombres, incluyendo casi 7000 paracaidistas.
Cada regimiento de infantería paracaidista (PIR o GIR) comprende tres batallones. Cada batallón tiene tres compañías de fusileros. Las nueve compañías de fusileros de un regimiento se designan con una letra de la A a la I. Así, en la serie de televisión Hermanos de armas, el capitán Richard D. Winters toma el mando de la Compañía E (101.ª División Aerotransportada), tras la muerte del capitán Thomas Meehan III el 6 de junio de 1944: es decir, la 2.ª compañía del 2.º batallón, de su regimiento, en este caso, el 506.º regimiento del coronel Sink.
El 325.º GIR fue reforzado por un batallón del 401.º GIR.
El regimiento de artillería de campaña se compone de un batallón de paracaidistas con obús de 75 mm acoplado bajo el avión para su liberación y dos batallones de planeadores.
| Unidades                                    | 82.ª División aerotrasportada                                      | 101.ª División aerotrasportada                                       |
| ------------------------------------------- | ------------------------------------------------------------------ | -------------------------------------------------------------------- |
| Commandante                                 | Major General Matthew B. Ridgway                                   | Major General Maxwell D. Taylor                                      |
| Adjunto                                     | General de brigada James M. Gavin Brigade General George P. Howell | General de brigada Pratt (muerto el 6 junio)                         |
| Pathfinders                                 | Major Roberts                                                      | Capitán Lillyman                                                     |
| Regimiento de Infantería Paracaidista (PIR) | 505 PIR Coronel William E. Ekman                                   | 501 PIR Coronel Howard R. Johnson                                    |
|                                             | 507 PIR Coronel George V. Millet                                   | 502 PIR Coronel George Moseley (herido el 6 de junio)                |
|                                             | 508 PIR Coronel Roy E. Lindquist                                   | 506 PIR Coronel Robert Sink                                          |
| Regimiento de Infantería de Planeadores     | 325 GIR Coronel Harry L. Lewis                                     | 327 GIR Coronel George S. Wear                                       |
| Artillería de campaña                       | 319 et 320 GFAB 376 et 456 PFAB Coronel Francis A. March           | 321 et 907 GFAB 377 et 463 PFAB General de brigada Anthony McAuliffe |
| Artillería antiaérea                        | 80 AAAB                                                            | 81 AAAB                                                              |
| Batallón de ingenieros                      | 307 EB Tte. Coronel Robert S. Palmer                               | 326 EB Tte. Coronel John C. Pappas                                   |
| Logística                                   |                                                                    |                                                                      |
| Transmisiones                               |                                                                    |                                                                      |
| MP                                          |                                                                    |                                                                      |
| Pl Recce                                    |                                                                    |                                                                      |

## Mapas
Leyenda :
- Las letras corresponden a la ubicación de las zonas de caída (DZ)
- A, C y D para la 101.ª División
- N, T y 0 para la 82.ª División

## Misisón

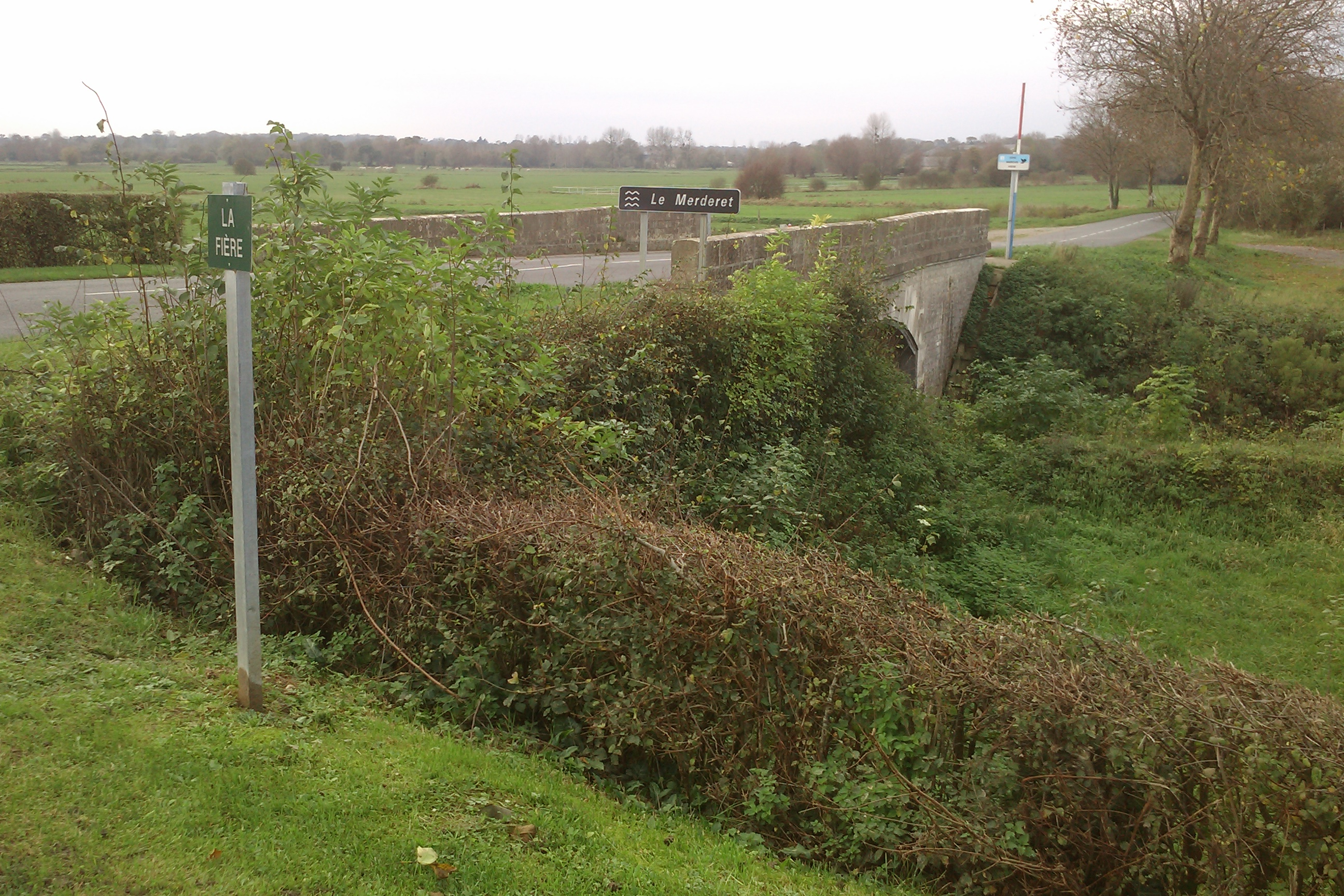
La Fière

Detrás de la Playa de Utah, el terreno inundado y la configuración de la red de carreteras son muy favorables para que el enemigo lleve a cabo una acción de retraso y lance contraataques. Además, esta playa estaba aislada del resto. El establecimiento de una cabeza de puente aerotransportada, al tiempo que aseguraba el flanco occidental del desembarco, debía facilitar el acceso al interior de las tropas que debían desembarcar en esta playa.
En este contexto, las misiones son :
- Para el "101":
  - Tomar las salidas de las cuatro carreteras que vienen de la playa a través de la zona inundada y numeradas, de sur a norte, salidas 1 a 4
  - destruir la batería de artillería alemana desplegada en Saint-Martin-de-Varreville
  - tomar los puentes sobre el canal de Carentan y la esclusa de la Barquette (que, según se dice, permitiría las inundaciones)
  - destruir dos puentes sobre el Douve
  - proteger la cabeza de puente orientada al sur y al oeste
- Para el 82.ª:
  - Tomar y mantener el cruce de carreteras de Saint-Martin-de-Varreville
  - tomar los cruces sobre el Merderet (La Fière y Chef-du-Pont)
  - destruir los puentes sobre el Douve
  - proteger la cabeza de puente orientada al norte y al oeste

## Puesta en marcha de los pathfinders

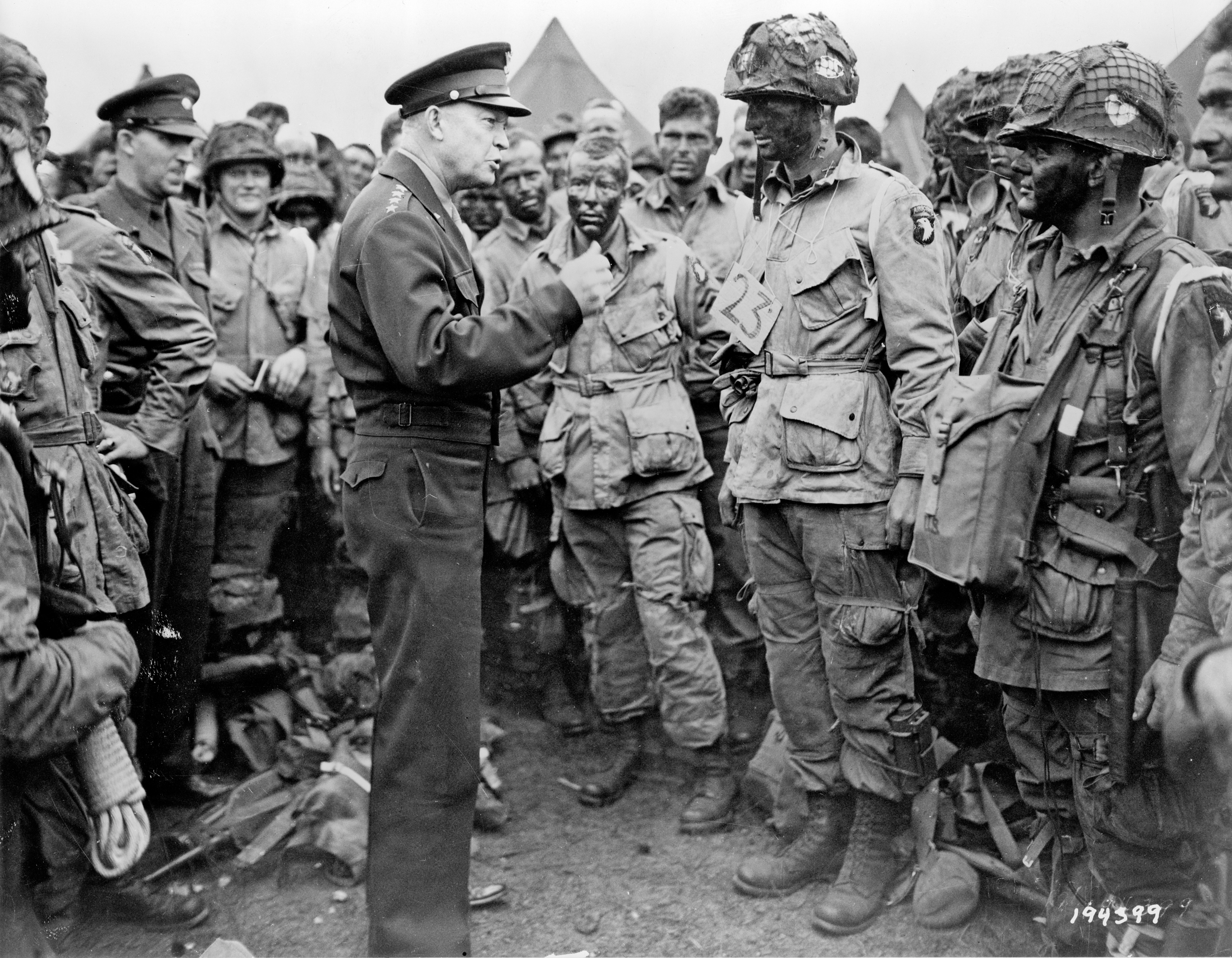
Eisenhower hablando con los hombres del 502.º PIR (Regimiento de Infantería Paracaidista) de la 101.ª División Aerotransportada unas horas antes de su caída. Aeródromo de Greenham Common, Inglaterra. 5 de junio de 1944. El soldado que lleva el n.°23 al cuello es el teniente Wallace C. Strobel (Empresas A/E).

Se han habilitado seis zonas de caída, denominadas DZ. Cada uno de ellos se identifica con una letra. Las zonas de aterrizaje A, C y D, situadas entre la carretera N13 y la playa de Utah, fueron asignadas a la 101.ª División; DZs O, N y T, situadas al oeste de Sainte-Mère-Église, a la 82.ª.
Los exploradores, llamados pathfinders, se encargaron de marcarlos para permitir el paracaidismo masivo de 13 200 hombres y sus equipos, que iban a seguir. Para cada DZ, tres C-47 (llamados Dakotas por los británicos) eran responsables cada uno de ellos de lanzar un equipo de 18 pathfinders. Se añadieron dos C-47 para dejar caer a los pathfinders para alcanzar y marcar las zonas de aterrizaje, que más tarde se utilizaron para los aterrizajes de los planeadores. Ni que decir tiene que las tripulaciones encargadas de lanzar los pathfinders se seleccionan entre las más experimentadas en navegación aérea.
Un equipo de exploradores está formado por unos diez especialistas que se encargan de marcar a los exploradores, mientras que los demás hombres se encargan de su protección. La señalización se realiza con medios visuales (luces por la noche, señales y bombas de humo durante el día) y con medios de radiogoniometría. Las lámparas utilizadas están diseñadas para ser vistas sólo desde el cielo y solo se encienden en el último momento. El equipo de radiogoniometría consiste en transmisores de radio (AN/PPN-1A Beacon), más conocidos como balizas Eureka, que llevan los pathfinders, dos por palo. Los aviones de cabeza están equipados con un sistema Rebecca que los guía hasta la baliza.
Los pathfinders de la 101.ª División fueron lanzados hacia las 00;30 hora de Londres, es decir, el 5 de junio antes de la medianoche, hora francesa. El lanzamiento fue bastante exitoso, pero a veces a 1,5 km de la DZ y los aviones de la DZ D, que la habían sobrepasado, tuvieron que regresar. Un avión desapareció pues cayó al mar.
Los pathfinders del 82.º fueron lanzados una hora después. Sólo se completó la señalización de la zona de aterrizaje O, ya que era allí donde el posterior lanzamiento de paracaídas sería más preciso. En la DZ N, la proximidad de los alemanes impidió el uso de lámparas; sólo se instalaron las balizas; el 
paracaidismo del 507 PIR fue un desastre.

## Zonas y caídas
| DZ | División | Unidades a largar                | De… à… (Hora Reino Unido) | N.º aviones | Unidades aéreas | Aerodrómo de partida |
| -- | -------- | -------------------------------- | ------------------------- | ----------- | --------------- | -------------------- |
| A  | 101.ª    | 2/502 PIR                        | 00h,48m                   | 36          | 438 TCG         | Greenham             |
|    | 101.ª    | 502 PIR                          | 00h,50m                   | 45          | 438 TCG         | Greenham             |
|    | 101.ª    | 1/502 PIR                        | 00h,55m                   | 36          | 436 TCG         | Membury              |
|    | 101.ª    | 377 PFA                          | 01h,08m                   | 54          | 436 TCG         | Membury              |
| C  | 101.ª    | 506 PIR                          | 01h,14m                   | 45          | 439 TCG         | Upottery             |
|    | 101.ª    | 2/506 PIR                        | 01h,20m                   | 36          | 439 TCG         | Upottery             |
|    | 101.ª    | 3/501 PIR                        | 01h 20m                   | 45          | 435 TCG         | Welford              |
| D  | 101.ª    | 2 y 3/501 PIR                    | 01h,26m                   | 45          | 441 TCG         | Merryfield           |
|    | 101.ª    | 2/501 PIR                        | 01h,34m                   | 45          | 441 TCG         | Merryfield           |
|    | 101.ª    | 3/506 y unidad de ingenieros     | 01h,40m                   | 45          | 440 TCG         | Exeter               |
| O  | 82.ª     | 2/505 PIR                        | 01h,51m                   | 36          | 316 TCG         | Cottesmore           |
|    | 82.ª     | 3/505 PIR et 456 PFA             | 01h,57m                   | 36          | 315 TCG         | Cottesmore           |
|    | 82.ª     | 1/505 PIR y unidad de ingenieros | 02h,03m                   | 48          | 315 TCG         | Spanhoe              |
| N  | 82.ª     | 2/508 PIR                        | 02h,08m                   | 36          | 314 TCG         | Saltby               |
|    | 82.ª     | hq 508 PIR y artillería          | 02h,14m                   | 24          | 314 TCG         | Saltby               |
|    | 82.ª     | 1/508 PIR                        | 02h,20m                   | 36          | 313 TCG         | Folkingham           |
|    | 82.ª     | 3/508 PIR                        | 02h,26m                   | 36          | 313 TCG         | Folkingham           |
| T  | 82.ª     | 2/507 PIR                        | 02h,32m                   | 36          | 61 TCG          | Barkston Heath       |
|    | 82.ª     | 3/507 PIR                        | 02h,38m                   | 36          | 61 TCG          | Barkston Heath       |
|    | 82.ª     | 1/507                            | 02h,44m                   | 45          | 442 TCG         | Fulbeck              |

Leyenda
- DZ : Drop Zone (palabra inglesa que significa zona de caída
- PIR : Parachute Infantry Regiment ; 1/ significa 1.º batallón de este regimiento
- PFA : Parachute Field Artillery
- TCG : Troop Carrier Group (unidad aérea de transporte de tropas
- Los  aviones  son C-47, más conocidos con el nombre de Dakota

## Ejecución

### Caída de paracaidistas

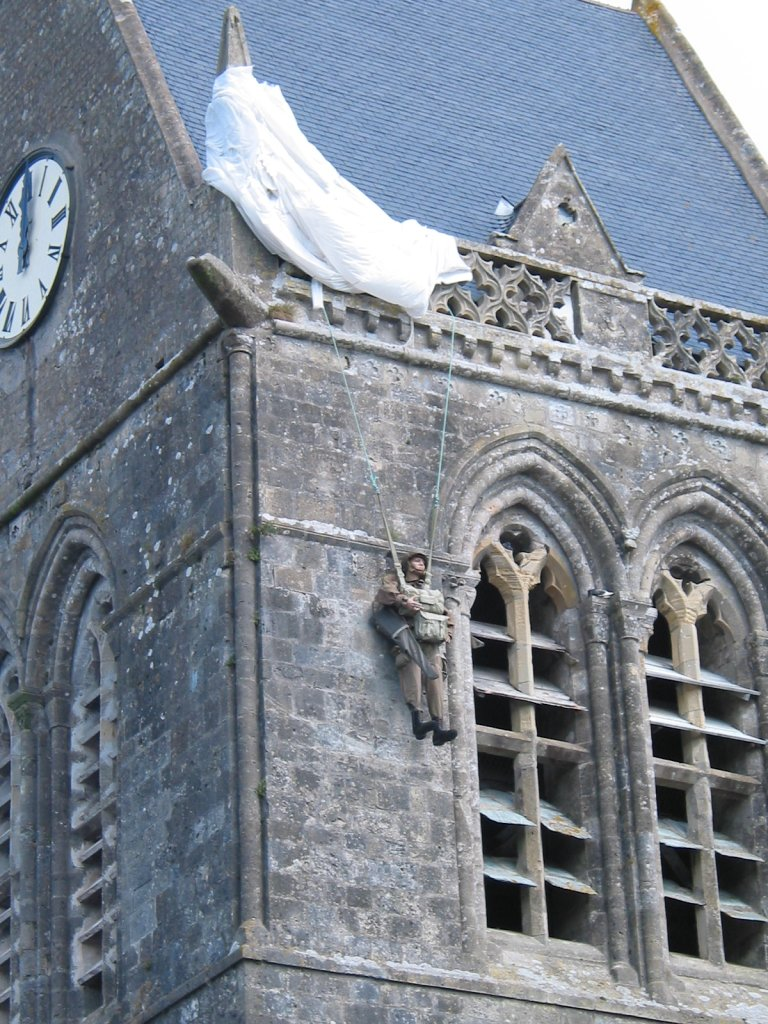
Maniquí que representa al paracaidista John Steele de la 82.ª División, que permaneció aferrado a la torre de la iglesia durante su descenso en paracaídas el 6 de junio de 1944 en Sainte-Mère-Église.

Partiendo de varios aeródromos del suroeste de Inglaterra, las rutas aéreas se unían antes de sobrevolar el mar; cruzaban el Cotentin de oeste a este. Una 800 Dakota, escoltada por Mosquitos, dejó caer 13 200 hombres y su equipo entre la 01h 00m y las 03h 0m.
Los 6800  paracaidistas militares de la 101.ª aerotransportada llegan primero, en 432 Dakotas. Es una noche de luna llena pero el tiempo está nublado sobre Normandía (8/10 de nubosidad). El Flak (artillería antiaérea alemana) entró en acción. No todas las ZD pudieron encenderse a tiempo. Muchos pilotos carecían de experiencia y solo los aviones punteros, uno de cada nueve, estaban equipados con el sistema de detección de balizas. En estas condiciones, muchos no pudieron mantenerse en contacto con sus líderes de formación y los lanzamientos de paracaídas se hicieron de forma aproximada. Algunos hombres fueron incluso lanzados a más de 20 km de su DZ.
El lanzamiento de la 82.ª comenzó alrededor de la 01h 50m, utilizando 369 Dakotas. También aquí hubo una gran dispersión. Varios hombres caen en las inundaciones de los valles de los ríos Douve y Merderet. Hubo menos  ahogados de los que a veces se ha informado. Sin embargo, se perdió mucho equipo y los hombres que salieron de los pantanos apenas fueron operativos. Como dos hombres de la 101.ª que ya habían caído en los pantanos, algunos paracaidistas aterrizaron directamente en el pueblo de Sainte-Mère-Église. El más conocido de ellos es, sin duda, el soldado John Steele, cuyo paracaídas todavía está atado al campanario de la iglesia. Sin embargo, el historiador Jean Quellien informó que Steele no fue el único paracaídas que se quedó atado al campanario y que un segundo hombre se encontró en esta situación durante un tiempo antes de poder desprenderse. Además, explica que los dos hombres estaban colgados al otro lado de la iglesia, no de cara a la plaza principal de Sainte-Mère église.
Sólo la caída de la 505.ª PIR en DZ O fue el único éxito.

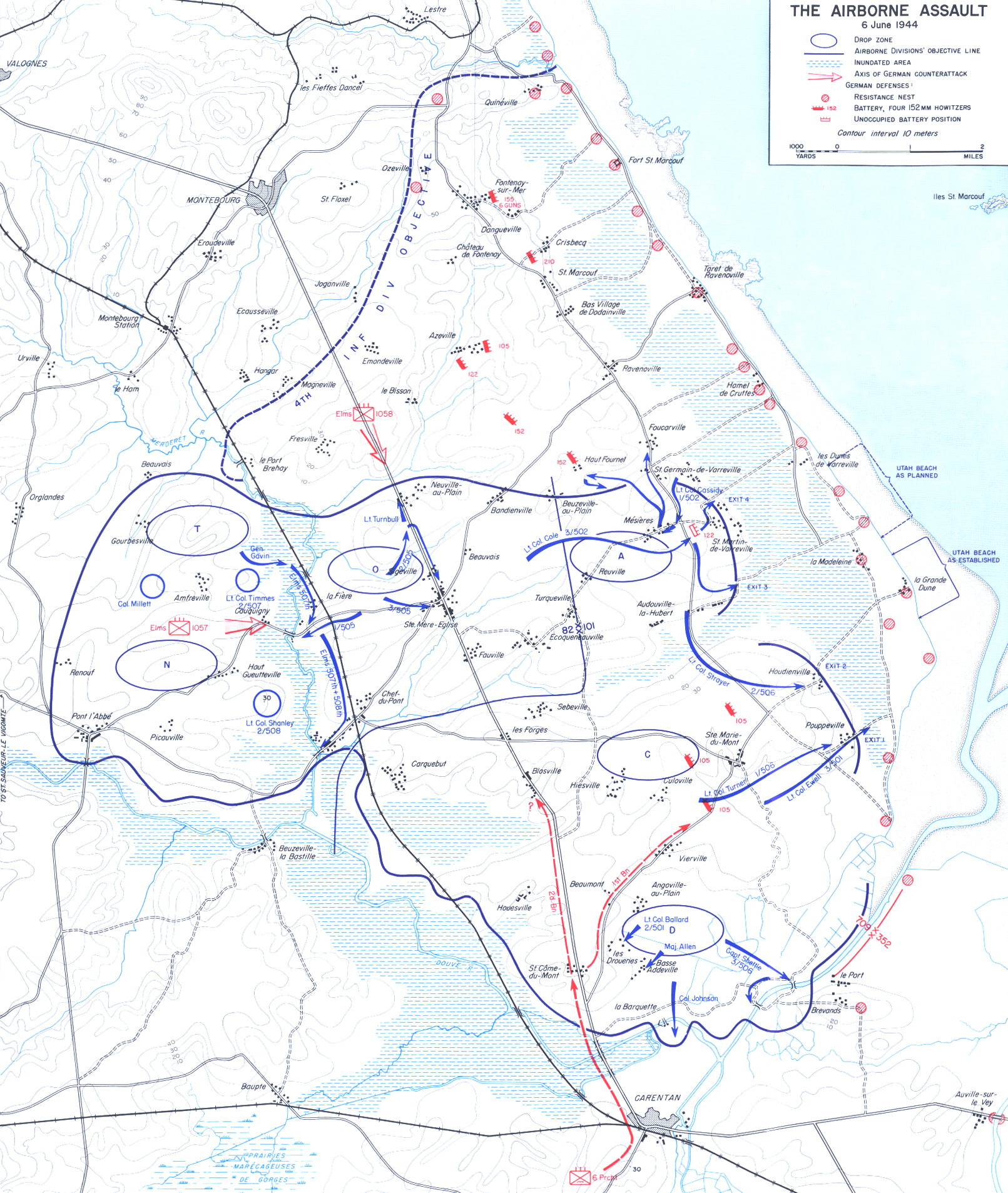
Mapa de las ZD previstas - Fuente: Museo Imperial de la Guerra

### Ejecución de las misiones
Poco después de su llegada al terreno, los oficiales se dieron cuenta de que era imposible reagrupar sus unidades. Como resultado, se formaron grupos heterogéneos, a veces con hombres de ambas divisiones, alrededor de los oficiales. Los grupos que se cruzaron se unieron. Finalmente, columnas de 50 a 200 hombres dirigidas por un coronel o un comandante de batallón se encargaban de la ejecución de las misiones planificadas. Pequeños grupos aislados cortaron los cables telefónicos, realizando golpes de efecto en los lugares donde se encontraban y creando así confusión e inseguridad entre los alemanes.
Una columna dirigida por el teniente coronel Ewell (3/501 PIR), con los generales Taylor y McAuliffe en sus filas, tomó la salida 1 (Poupeville). El teniente coronel Strayer (2/506 PIR) reagrupó a algunos de sus 400 hombres y, tras duros combates, defendió la salida 2. El teniente coronel Cole (3/502 PIR) con 120 hombres controló finalmente las salidas 3 y 4. Las salidas de Utah Beach estaban así aseguradas. Algunos alemanes quedaron atrapados entre los paracaidistas y las tropas desembarcadas. El contacto con este último se realizó alrededor de las 13h.
La batería de Saint-Martin-de-Varreville fue destruida por los bombardeos, pero los paracaidistas ocuparon la posición. El teniente coronel Cassidy (1/502 PIR) reunió a varios hombres y se hizo cargo de la defensa hacia el norte.
El comandante del 1/501 PIR fue asesinado poco después del aterrizaje. El comandante del regimiento, el coronel Johnson, con unos pocos hombres, se apoderó fácilmente de la esclusa de Barquette, que no estaba vigilada. A continuación, envió refuerzos y organizó la posición hacia el sur. Durante todo el día 6, los alemanes realizaron varios ataques, pero los paracaidistas resistieron.
Los puentes sobre el Merderet en La Fière y Chef-du-Pont cayeron ante los paracaidistas a última hora de la mañana. El propio general Gavin dirigió un ataque para retomar el puente de Chef-du-Pont que los alemanes habían recuperado. El teniente coronel Krause (3/505) tomó Sainte-Mère-Église a partir de las 4h 30m pero luego se enfrentó a los ataques alemanes. El teniente coronel Vandervoort (2/505), cuyo papel sería interpretado por John Wayne en la película El día más largo, se esforzó mucho. Se rompió el tobillo durante un salto cerca de Sainte-Mère-Église y, transportado en un remolque de municiones, apoyó primero la defensa de Sainte-Mère-Église y luego proporcionó protección al norte hacia Cherburgo.
Los hombres del 507 PIR estaban muy dispersos. Una docena de hombres aterrizaron a 8 km al sureste de Carentan. Otros cayeron en los pantanos cercanos a la DZ y se reagruparon automáticamente al llegar al terraplén del ferrocarril. En malas condiciones y con poca munición, no pudieron llevar a cabo sus misiones al oeste del Merderet. El 508 PIR, también disperso, no pudo tomar Pont l'Abbé (pueblo de Picauville) en poder de los alemanes; sólo se pudo mantener un punto fuerte al oeste del Merderet. El general alemán Wilhelm Falley, que comandaba la 91.ª División de Infantería alemana, fue muerto en una emboscada por un grupo de seis paracaidistas. Tres divisiones alemanas mantenían el Cotentin: la 243.ª en el oeste, la 709.ª en el este y la 91.ª, en reserva, en el centro. El 709.º, con hombres viejos y voluntarios del Este, era de baja calidad. El 91.º, por su parte, con su núcleo de antiguos paracaidistas, fue excelente, pero la ausencia de su jefe frenó sus reacciones.

### Refuerzos y suministros

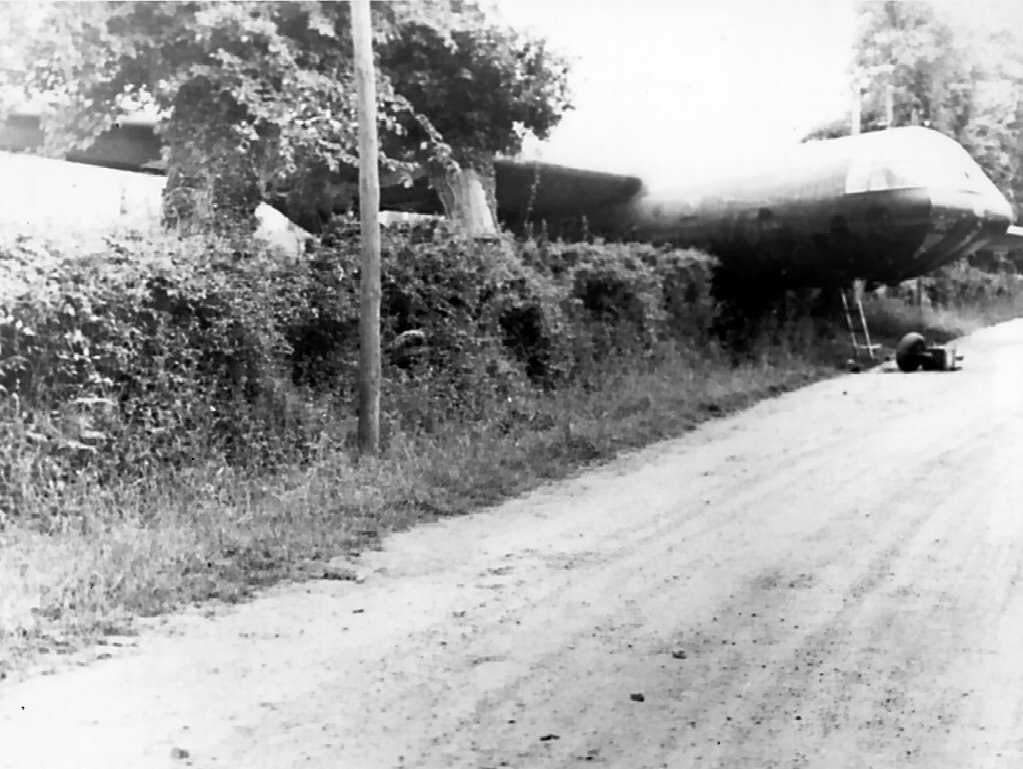
El planeador Horsa se detuvo junto a un seto, cerca de Hiesville, Francia. 6 de junio de 1944.

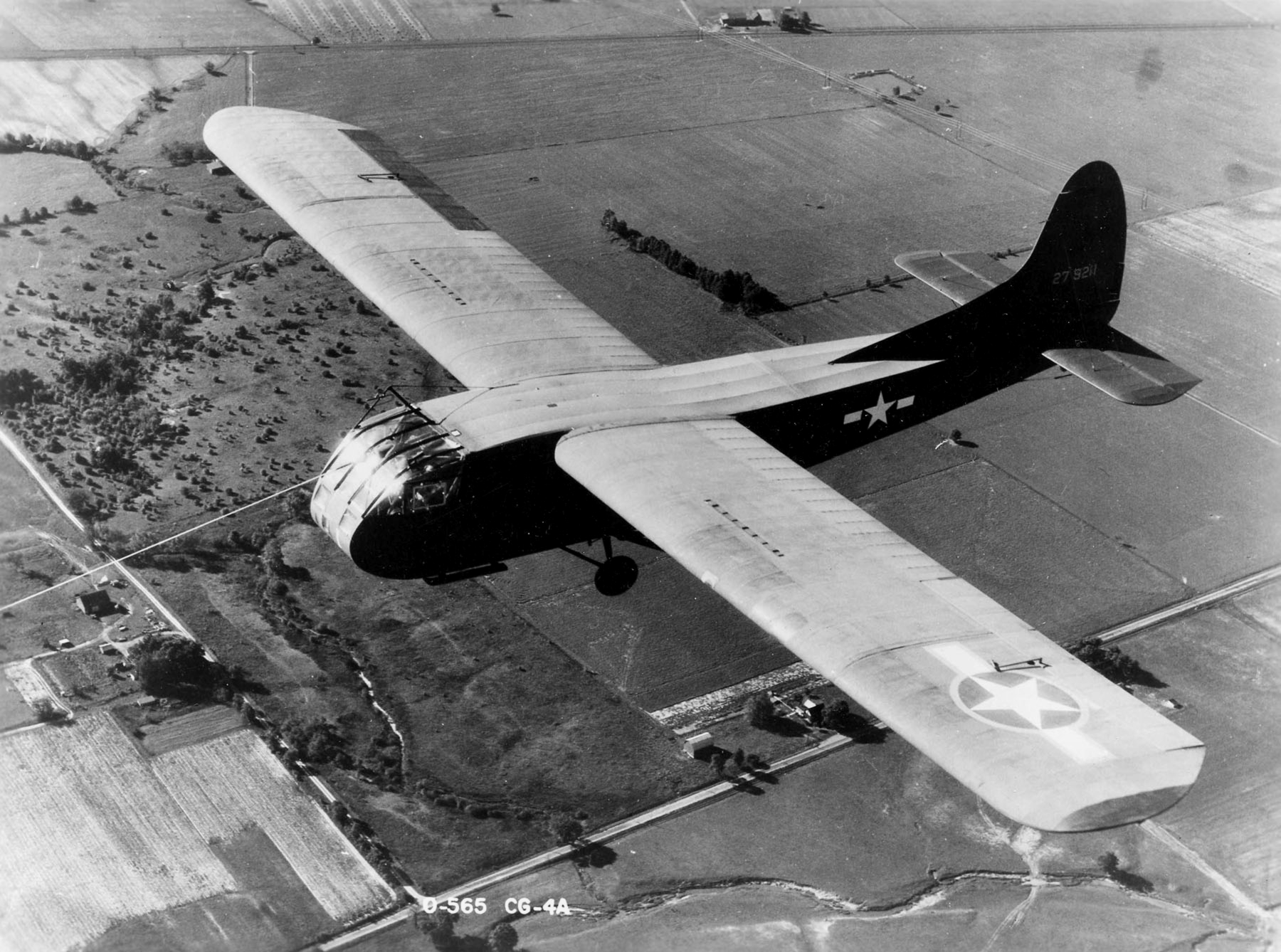
Planeador Waco en vuelo

Los primeros refuerzos y suministros llegaron en planeador el 6 de junio a las 4 de la mañana. Se trata de las siguientes operaciones de deslizamiento:
- la misión Chicago para el 101.º, en la LZ (Landing Zone) E
- la misión Detroit para el 82.º, en LZ O.

Para cada división, aterrizaron unos cincuenta Waco gliders. Trajeron principalmente los batallones antiaéreos (menos una batería), cañones antitanques, municiones y suministros médicos.
Las autoridades han preferido no utilizar los planeadores por la noche para evitar demasiadas roturas a causa de los obstáculos instalados (pilotes) en las zonas despejadas.
Por la noche, a partir de las 21:00 horas, se llevaron a cabo otras dos misiones con planeadores:
- la misión Keokuk (LZ E) trae con 32 Horsa el 327.º Regimiento de Infantería de Planeadores de la 101.ª división.
- La misión Elmira (LZ W) para el 82.º es mucho mayor. Una flota de 36 Wacos y 140 Horsas se encargó de traer sus dos batallones de artillería planeadora en cuatro ascensos, así como recursos médicos y diversos refuerzos.

El 7 de junio, entre las 6 y las 7 de la mañana, tuvieron lugar dos operaciones de reabastecimiento en paracaídas denominadas Freeport (para la 82.ª) y Memphis (para la {01.ª). Poco después de las 07:00 horas, el 325 Regimiento de Infantería Planeadora y otros refuerzos se unieron al 82.º; se trataba de las operaciones Galveston y Hackensack con un total de 107 Waco y 43 Horsa.
Las operaciones combinadas de hover proporcionaron 4000 hombres, 290 vehículos, obuses, cañones antitanque y 240 Tm de carga, pero hubo una buena cantidad de roturas. Los últimos elementos de las divisiones se unieron a las tropas desembarcadas.

## Conclusiones
La horrible dispersión de los palos podría haber comprometido la operación, pero la iniciativa y el instinto ofensivo de los paracaidistas pudieron rectificar la situación. Paradójicamente, la dispersión de los paracaidistas frenó las reacciones de los alemanes que, con sus comunicaciones cortadas, se sintieron tan aislados como sus adversarios. Al final del día 6 de junio, el 101.ª había cumplido la mayoría de sus misiones. En el 82.º, la situación era más crítica, ya que la cabeza de puente al oeste del Merderet no se podía alcanzar realmente; muchas unidades seguían aisladas. A pesar de las pérdidas, 2500 entre heridos o desaparecidos, la operación, en su conjunto, fue un éxito.
Antes del 6 de junio, algunos generales, entre ellos el adjunto de Dwight David Eisenhower, el mariscal jefe del aire Leigh-Mallory, cuestionaron el valor de las operaciones aerotransportadas. Hay que decir que después de la batalla de Creta, los propios alemanes se habían rendido. Los errores cometidos durante los lanzamientos aéreos aliados en Sicilia habían reforzado la opinión de los adversarios. El éxito de las operaciones aerotransportadas en Normandía salvó el concepto que se tenía de ellas.